# 2014年亞洲運動會菲律賓代表團
2014年第17屆亞洲運動會於2014年9月19日至10月4日在韓國仁川舉行.本條目列出菲律賓運動員代表團於本屆亞運會的表現。

## 奖牌榜
| 名次 | 代表团        | 金牌 | 银牌 | 铜牌 | 总数 |
| ---- | ------------- | ---- | ---- | ---- | ---- |
| 22   | 菲律宾（PHI） | 1    | 3    | 11   | 15   |